# Rush Limbaugh
Rush Hudson Limbaugh III, född 12 januari 1951 i Cape Girardeau i Missouri, död 17 februari 2021 i Palm Beach i Florida, var en amerikansk journalist och programledare i radio. Han var konservativ och diskuterade politik och aktuella händelser i sitt radioprogram The Rush Limbaugh Show som sändes i ett flertal kanaler på EIB-nätverket. Han spelade även sig själv i en gästroll i Family Guy. Den 4 februari 2020 tilldelades han  hedersmedaljen Presidential Medal of Freedom av Donald Trump. 
Limbaugh avled den 17 februari 2021 i lungcancer, 70 år gammal.

## Politiska åsikter
Limbaugh var kritisk till feminism och har bland annat sagt att feminismen tillkommit för att oattraktiva kvinnor lättare ska få tillträde till mainstream-samhället. Limbaugh har flera gånger gjort uttalanden mot USA:s afro-amerikanska befolkning som uppfattats som rasistiska. Limbaugh skall bland annat ha sagt "Martin Luther Kings mördare borde få hedersmedalj" och "slaveriet gjorde gatorna säkrare".